# Пристрасност објављивања
Пристрасност објављивања је врста пристрасности која се јавља у објављеним академским истраживањима, када исход експеримента или истраживачке студије пристрасно утиче на одлуку да се објави или на други начин дистрибуира. Објављивање само резултата који показују значајан налаз ремети равнотежу налаза у корист позитивних резултата. Проучавање пристрасности објављивања је важна тема у метанауци.
Упркос сличном квалитету експеримената, три пута је већа вероватноћа да ће радови са статистичким значајем бити објављени од оних са нултим резултатом. Ово неоправдано мотивише истраживаче да манипулишу својим праксама како би осигурали статистички значајне податке.
Многи фактори доприносе пристрасности објављивања. На пример, када је научно откриће добро утврђено, поуздани радови који не одбацују нулту хипотезу могу постати вредни објављивања. Најчешће, истражитељи одбијају да доставе резултате, што доводи до пристрасности учешћа. Истраживачи такође могу претпоставити да су погрешили, открити да нулти резултат не подржава познати налаз, изгубити интересовање за тему или претпоставити да ће други бити незаинтересовани за нулте резултате. Природа ових питања и проистеклих проблема чине пет болести које прете науци: „significosis, непрестано фокусирање на производњу статистички значајних резултата; neophilia, претерано уважавање новина и сјајних резултата; theorrhea, манија за новом теоријом; arigorium, недостатак ригорозности у теоријском и емпиријском раду; disjunctivitis, склоност да се произведу многа сувишна, тривијална и нерационална дела.
Покушаји да се пронађу необјављене студије често се покажу тешким или незадовољавајућим. У настојању да се изборе са овим проблемом, неки часописи захтевају да се студије унапред региструју за објављивање (пре прикупљања података).
Друге предложене стратегије за откривање и контролу пристрасности објављивања укључују анализу p-криве и одбацивање малих студија због велике подложности грешкама и пристрасности.

## Дефиниција
Пристрасност објављивања настаје када објављивање резултата истраживања зависи не само од квалитета истраживања већ и од тестиране хипотезе, значаја и смера откривених ефеката. О овој теми је 1959. године први пут расправљао статистичар Теодор Стерлинг односећи се на области у којима је већа вероватноћа да ће бити објављена „успешна“ истраживања. Као резултат тога, „литература из такве области се у значајном делу састоји од лажних закључака који произилазе из грешака прве врсте у статистичким тестовима значајности“. У најгорем случају, лажни закључци могу бити сматрани као истинити ако је стопа објављивања негативних резултата прениска.
Пристрасност објављивања се понекад назива ефекат фиоке. Овај термин сугерише да студије са нултим резултатом често не иду даље од истраживачеве фиоке. Термин „проблем са фиоком датотека“ осмислио је психолог Роберт Розентал 1979. године.
Пристрасност у погледу позитивних резултата, врста пристрасности објављивања, јавља се када је већа вероватноћа да ће аутори поднети и да ће уредници прихватити позитивне резултате него негативне и неубедљиве резултате. Пристрасност у извештавању о исходима настаје када се мере и анализирају вишеструки исходи, али извештавање о овим исходима зависи од значајности њихових резултата.

## Нулти резултат
У науци, нулти резултат је резултат без очекиваног садржаја: то јест, предложени резултат је одсутан. То је експериментални исход који не показује иначе очекивани ефекат. Ово не имплицира резултат нула или ништа, једноставно резултат који не подржава хипотезу.
У тестирању статистичких хипотеза, нулти резултат се јавља када се експериментални резултат не разликује значајно од онога што се може очекивати под нултом хипотезом; његова вероватноћа (под нултом хипотезом) не прелази ниво значајности, односно праг постављен пре тестирања за одбацивање нулте хипотезе.

## Докази
Постоји опсежна мета-истраживања о пристрасности објављивања у области биомедицине. Истраживачи који су пратили клиничка испитивања од подношења својих протокола етичким комитетима до објављивања њихових резултата приметили су да је већа вероватноћа да ће они са позитивним резултатима бити објављени. Поред тога, студије често не извештавају о негативним резултатима када се објаве, као што је показано истраживањем које упоређује протоколе студија са објављеним чланцима.
Присуство пристрасности објављивања је испитано у мета-анализама. Највећа таква анализа истраживала је присуство пристрасности у публикацијама у систематским прегледима медицинских третмана из Кохрејн библиотеке. Студија је показала да је 27% већа вероватноћа да ће статистички позитивни значајни налази бити укључени у мета-анализе ефикасности него други налази. Резултати који не показују доказе о нежељеним ефектима имају 78% већу вероватноћу укључивања у студије безбедности него статистички значајни резултати који показују нежељене ефекте.

## Значај
Значај пристрасности објављивања може варирати, од необјављивања једне значајне студије, до угрожавања потпуне процене терапијске области. Међутим, као и код многих пристрасности, квантитативно истраживање великих размера има тенденцију да се фокусира на документовање преваленције пристрасности у публикацији, пре него на њен утицај, а процена правца и величине пристрасности може бити тешка. Кристин Шмукер и њене колеге су спровели систематски преглед проучавајући студије о пристрасности објављивања које су додатно процениле утицај необјављених студија на удружене ефекте. Пронашли су само седам студија, које су показале повећање прецизности обједињеног ефекта када се узму у обзир необјављени подаци; и две студије које су показале статистички значајан ефекат необјављених података на обједињене процене.

## Ризици
Џон Јоанидис, грчко-амерички научник и писац, тврди да „утврђени налази истраживања често могу бити једноставно тачна мерила преовлађујуће пристрасности”. Он наводи следеће факторе као оне који чине да рад са позитивним резултатом уђе у литературу и забрањује радове са негативним резултатима:
- студије спроведене на терену имају мале величине узорака
- величине ефеката на терену су обично мање
- постоји и већи и мањи предизбор тестираних веза
- постоји већа флексибилност у дизајну, дефиницијама, исходима и аналитичким начинима
- постоје предрасуде (финансијске интересне, политичке или друге)
- научна област је популарна и постоји више научних тимова који се баве објављивањем

## Превентивни кораци
Пристрасност објављивања се може умањити кроз боље засноване студије, побољшане стандарде истраживања и пажљиво разматрање истинитих и неистинитих веза. Боље засноване студије односе се на велике студије које дају дефинитивне резултате или тестирају главне концепте и воде до мета-анализе ниске пристрасности. Побољшани истраживачки стандарди као што су предрегистрација протокола, регистрација збирки података и приврженост утврђених протокола су друге технике.
У претходној деценији су се појавиле различите иницијативе у САД и ЕУ које су захтевале да одређена испитивања пријаве резултате директно у регистре клиничких испитивања у формату структурираних података у року од 12 месеци од завршетка, пружајући додатни извор података без препрека за објављивање у академским часописима. Нажалост, све је више доказа да су ови закони и смернице поткопани рупама у закону и лошом усклађеношћу.

### Регистровање студија
У септембру 2004. уредници истакнутих медицинских часописа објавили су да више неће објављивати резултате истраживања превенције  спонзорисана од стране фармацеутских компанија, осим ако то истраживање није регистровано у јавној бази података регистра клиничких испитивања од самог почетка. Штавише, неки часописи подстичу објављивање протокола студија у својим часописима.
Светска здравствена организација (СЗО) се сложила да основне информације о свим клиничким испитивањима треба да буду регистроване на почетку студије и да ове информације треба да буду јавно доступне преко СЗО платформе за међународни регистар клиничких испитивања. Поред тога, јавна доступност комплетних протокола студија, заједно са извештајима о испитивањима, постаје све чешћа за студије.